# Battle.net
Battle.net, znany również jako Aplikacja Blizzarda – platforma do gry wieloosobowej firmy Blizzard Entertainment utworzona na przełomie 1996 i 1997 roku na potrzeby gry Diablo. 20 marca 2009 firma zaprezentowała nową wersji serwisu, Battle.net 2.0, wspierającą nowe tytuły, jak StarCraft II: Wings of Liberty czy Diablo III.

## Rebranding
21 września 2016 roku Blizzard Entertainment ogłosił, że wycofuje się z używania marki „Battle.net” i zastąpi ją „Blizzardem” jako główną marką przeznaczoną dla wszystkich obecnych i przyszłych usług. 24 marca 2017 program uruchamiający Battle.net został zmieniony na Blizzard App. Blizzard stwierdził, że „z czasem okazało się, że kreowanie dwóch różnych tożsamości – Blizzard i Battle.net – jest dezorientujące i wprowadza niepotrzebny zamęt”.
W maju 2017 roku, przy ogłoszeniu Destiny 2, firma wyjątkowo użyła określenia „Battle.net” w celu identyfikacji usługi, mimo że wszystkie funkcje będą dostępne za pośrednictwem Aplikacji Blizzarda. 21 maja 2017 Blizzard poinformował, że wydanie Destiny 2 na ich platformę nie oznacza, że kolejne produkcje Activisionu (m.in. Call of Duty: WWII) również trafią na Aplikację Blizzarda.

## Obsługiwane gry

### Battle.net Classic
- Diablo
- StarCraft
  - StarCraft: Brood War
- Diablo II
  - Diablo II: Lord of Destruction
- Warcraft II Battle.net Edition
- Warcraft III: Reign of Chaos
  - Warcraft III: The Frozen Throne

### Battle.net 2.0 (Blizzard Battle.net)
Poniżej znajduje się pełna lista gier dostępnych na platformie Battle.net.
| Blizzard Entertainment: - StarCraft II - World of Warcraft - Diablo III - Hearthstone - Heroes of the Storm - Overwatch - StarCraft: Remastered - World of Warcraft Classic - Warcraft III - Diablo II: Resurrected - Blizzard Arcade Collection - Diablo Immortal - Overwatch 2 - Diablo IV - Warcraft Rumble - Diablo - Warcraft: Orcs & Humans - Warcraft II Battle.net Edition - Warcraft: Remastered - Warcraft II: Remastered | Activision/Xbox Game Studios: - Destiny 2 - Call of Duty: Black Ops 4 - Call of Duty: Modern Warfare - Call of Duty: Modern Warfare 2 Campaign Remastered - Call of Duty: Black Ops Cold War - Crash Bandicoot 4: Najwyższy czas - Call of Duty: Vanguard - Call of Duty - Avowed - Doom: The Dark Ages - Sea of Thieves - The Outer Worlds 2 - Tony Hawk's Pro Skater 3 + 4 |